# Ricardo Montilla
Ricardo Montilla (El Sombrero, estado Guárico, Venezuela, 27 de marzo de 1904-Caracas, 29 de mayo de 1976) fue un periodista y político venezolano. Durante su trayectoria política, diputado al Congreso Nacional de Venezuela, ministro de Agricultura y Cría, dos veces gobernador del estado Guárico y gobernador del estado Apure.

## Carrera
Ricardo estudió la primaria en su pueblo natal, el bachillerato en el liceo San José de Los Teques, estado Miranda, y estudió la carrera de derecho en la Universidad Central de Venezuela hasta el tercer año.
Después de participar en las manifestaciones estudiantiles de 1928, fue encarcelado y posteriormente desterrado a Colombia, donde fue de los fundadores de la Agrupación Revolucionaria de Izquierda (ARDI) (una predecesora política del partido Acción Democrática) y firmante del Plan de Barranquilla de 1931.
Montilla regresó al país y fue electo como diputado al Congreso Nacional en 1940. Entre 1945 y 1947 se desempeñó como presidente del estado Guárico, y en 1948 fue designado como ministro de Agricultura y Cría, cargo que ocupó hasta el golpe de Estado el 24 de noviembre del mismo año. Nuevamente fue expulsado del país a Cuba, desde donde viajó a México.
En 1958 regresó a Venezuela del exilio. Entre 1963 y 1964 volvió a desempeñarse como gobernador de Guárico, y entre 1965 y 1967 fue gobernador del estado Apure.
Ricardo Pionero del proteccionismo ambiental en Venezuela, siendo presidente de la Asociación Amigos del Árbol, miembro de la Asociación para Defensa de la Naturaleza y directivo de la Sociedad de Ciencias Naturales.

## Vida personal
Sus padres fueron Ricardo Montilla Barón y Cecilia Giménez, y estuvo casado con Gosvinda Rugeles.